# Gianluca Savoldi
Gianluca Savoldi (Bologna, 20 settembre 1975) è un allenatore di calcio ed ex calciatore italiano, di ruolo attaccante, tecnico della Primavera del Renate.

## Biografia
È il figlio di Giuseppe Savoldi (1947) ed il nipote di Gianluigi Savoldi (1949-2008), entrambi calciatori professionisti a cavallo tra gli anni sessanta e ottanta.

## Carriera

### Giocatore
Cresciuto nelle giovanili dell'Atalanta, fortemente voluto da Mino Favini che lo porta a Zingonia dal 1991 al 1993.
Fino a 25 anni ha militato nei campionati di Serie C, indossando le maglie di Palazzolo, Cremapergo, Cecina, Saronno, Ascoli e Pisa. Con i nerazzurri toscani si mette in luce attirando l'attenzione del Cosenza che lo fa esordire in Serie B. Esordisce nel secondo livello del campionato italiano il 3 settembre 2000 segnando il gol decisivo che permette al Cosenza di battere 1-0 il Pescara.
Con i rossoblù calabresi gioca 33 partite e realizza 10 gol, mentre l'anno successivo si trasferisce a Reggio Calabria dove conquista la promozione in Serie A segnando 15 reti in 37 gare. L'esordio nella massima serie avviene il 15 settembre 2002 a Perugia, dove la Reggina perde per 2-0. In Serie A totalizza 24 presenze e 5 gol.
L'anno successivo (2003-2004) torna in Serie B, al Napoli. In maglia azzurra, con la quale aveva giocato anche il padre, gioca 13 partite con 2 gol realizzati.
L'anno dopo torna in Calabria, stavolta per vestire la maglia del Crotone, dove totalizza 8 presenze in Serie B. Dopo una breve parentesi nel Venezia, dal gennaio del 2005 fino al termine della stagione, emigra in Svizzera acquistato dal Chiasso.
Nel gennaio del 2006 torna in Italia indossando la maglia dell'Avellino (Serie B) con cui gioca 3 partite. La stagione successiva la inizia nel Varese (Serie C2) rescindendo il contratto qualche mese più tardi per problemi personali, per poi accasarsi a Lecco (Serie C2) dal gennaio del 2007 dove, al termine del campionato, conquista la promozione in Serie C1 dando il suo contributo segnando 3 reti in 11 partite. Viene riconfermato anche nel campionato successivo che si rivela una stagione negativa per il Lecco che retrocede nuovamente in Serie C2 dopo gli spareggi play-out con la Paganese; in questa stagione segna 13 gol.
La stagione 2008-2009 la inizia nel Monza in Prima Divisione, e nella sessione invernale del calciomercato cambia squadra trasferendosi alla Colligiana, squadra militante in Seconda Divisione con cui gioca poco senza segnare mai, contribuendo al raggiungimento della salvezza. Nella stagione successiva continua a vestire la casacca biancorossa della Colligiana. È passato alla Fermana in Eccellenza nel corso del mercato del dicembre 2009 per poi ritirarsi a 35 anni.
Dal 2012 è ospite di Michele Criscitiello nella trasmissione Sportitaliamercato su Sportitalia.

### Allenatore
Nel 2017 comincia la sua carriera di allenatore nelle giovanili della Pro Sesto alla guida della formazione Juniores. Nel 2019 allenerà gli allievi del Rapid Lugano. 
Nel settembre 2020 Savoldi inizia a frequentare a Coverciano il corso UEFA A per poter allenare le prime squadre fino alla Serie C ed essere allenatori in seconda in Serie A e B.
Dal 2021 è allenatore della primavera del Renate. Nel 2023 arriva il rinnovo per un altro anno dopo aver conseguito due promozioni consecutive. Dalla primavera 4, alla primavera 3 nel 2022, fino alla storica prima promozione in primavera 2 nel 2023 dopo aver vinto il girone. Renate primavera vittorioso anche del Trofeo "Dante Berretti" dopo la finale vinta per 1-0 sul Palermo.

## Palmarès

### Giocatore

#### Competizioni giovanili
- Campionato Allievi Nazionali: 1

Atalanta: 1991-1992
- Campionato Primavera: 1

Atalanta: 1992-1993
- Torneo di Viareggio: 1

Atalanta: 1993
- Trofeo Dossena: 1

Atalanta: 1993

#### Competizioni nazionali
- Coppa Italia Serie C: 1

Pisa: 1999-2000

#### Competizioni regionali
- Coppa Italia Dilettanti Marche: 1

Fermana: 2009-2010

### Allenatore

#### Competizioni giovanili
- Campionato Primavera 3: 1

Renate: 2022-2023